# Mark Price

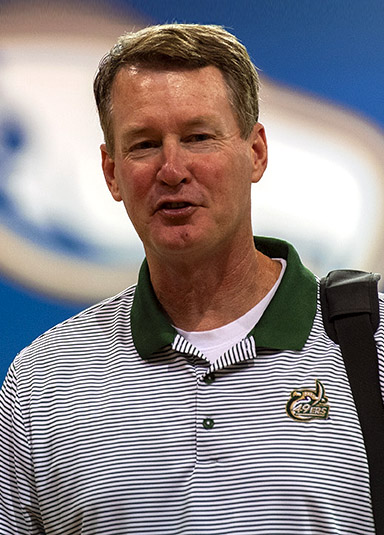
Mark Price, 2016.

William Mark Price, född 15 februari 1964 i Bartlesville i Oklahoma, är en amerikansk före detta professionell basketspelare (PG) som tillbringade tolv säsonger (1986–1998) i den nordamerikanska basketligan National Basketball Association (NBA), där han spelade för Cleveland Cavaliers, Washington Bullets, Golden State Warriors och Orlando Magic. Under sin karriär gjorde han 10 989 poäng (15,2 poäng per match), 4 863 assists och 1 848 rebounds, räddningar från att bollen ska hamna i nätkorgen, på 722 grundspelsmatcher.
Price draftades i andra rundan i 1986 års draft av Dallas Mavericks som 25:e spelare totalt.
1994 ingick han i USA:s Dream Team II när de vann guld vid världsmästerskapet, som spelades i Hamilton och Toronto i Ontario i Kanada.